# أسطول غواصات يو الثاني والعشرون
أسطول غواصات يو الثاني والعشرون ("22. Unterseebootsflottille ") تشكل في يناير من عام 1941 في غدينيا تحت قيادة كورفيتنكابيتان فيلهلم أمبروسيوس. تم حل الأسطول في مايو 1945. 

## قادة الأسطول
| المدة الزمنية           | القائد                             |
| ----------------------- | ---------------------------------- |
| يناير 1941 – يناير 1944 | Korvettenkapitän فيلهلم أمبروسيوس  |
| يناير 1944 – يوليو 1944 | Korvettenkapitän فولفغانغ لوث      |
| يوليو 1944 – مايو 1945  | Korvettenkapitän هاينريش بلايخرودت |